# آنا يورتشنكوفا
آنا يورتشنكوفا (بالسلوفاكية: Anna Jurčenková)‏ مواليد 26 يوليو 1985 في بريشوف، سلوفاكيا، هي لاعبة كرة سلة سلوفاكية. تلعب في الدوري الألماني لكرة السلة للسيدات كلاعب وسط. وتحمل الرقم 12. لعبت مع غود أنجيلز كوشيتسه في الدوري الأوروبي لكرة السلة للسيدات.

## روابط خارجية
- آنا يورتشنكوفا على موقع الاتحاد الدولي لكرة السلة (الإنجليزية)
- آنا يورتشنكوفا على موقع كرة السلة الأوروبية.كوم (الإنجليزية)
- آنا يورتشنكوفا على موقع بروبوليرز (الإنجليزية)